# Sushins historia

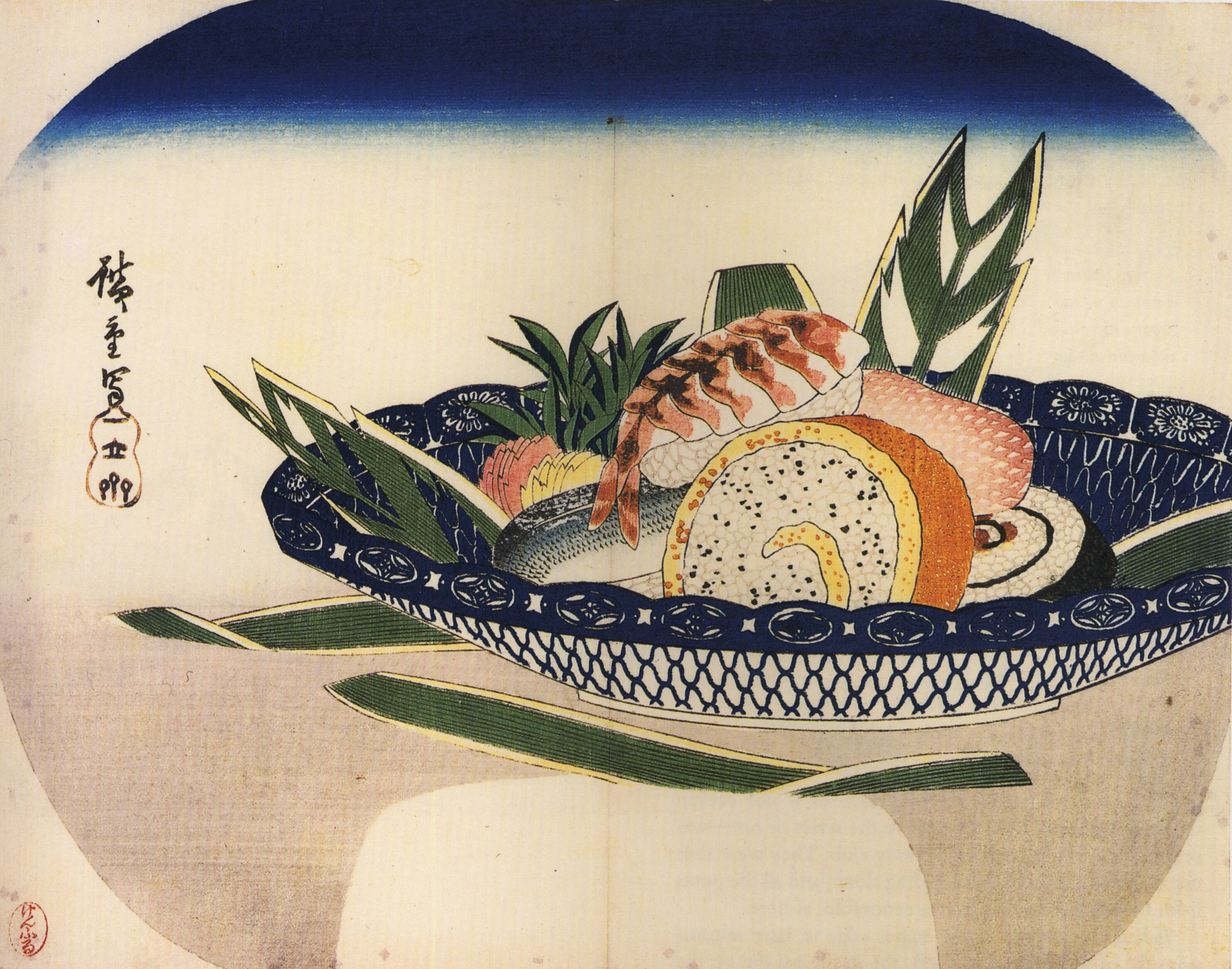
En skål med sushi. Målning av Ando Hiroshige.

Sushins historia började under antiken, när risodling kom till Japan för 2 000 år sedan. Den första typen av sushi utvecklades i Nara som ett sätt att bevara fisk i jäst ris. Under Muromachiperioden började människor att äta riset samt fisken. Under Edoperioden började man använda ättika istället för jäst ris. Under den förmoderna tiden och i moderna tider har sushin blivit en form av snabbmat med stark association till japansk kultur.
De två kanjitecknen 鮨 och 鮓 syftade i Kina för runt tvåtusen år sedan på fisksås respektive fisk som lagts in med ris och salt, men med tiden kom distinktionen att försvinna och tecknen användes båda två för att beteckna fisk som lagts in med ris och salt i konserverande syfte. Riset petades sedan bort innan man åt fisken. En lättare saltning och kortare inläggningstid gjorde senare att även riset kunde ätas men inlagd fisk kom i stort sett att försvinna från det kinesiska köket under Mingdynastin.
Nigirizushin blev mer spridd i Japan under slutet av Edoperioden (1800-talet) men sushi med inlagt eller tillagat pålägg var fortfarande vanligare än idag. Under Edoperioden åt man främst oshizushi.[källa behövs]
I Sverige serverades sushi först år 1979 på restaurang Seikoen i Stockholm, men det var inte förrän under 1990-talet, då en stor mängd mindre sushibarer etablerades, som sushi började bli vanligt. Sedan några år tillbaka kan man även köpa färdiglagad sushi i många vanliga livsmedelsbutiker och konkurrensen har gjort att spannet på både pris och kvalité har blivit större i och med det stora antalet öppnade sushibarer. Sushi kan snart sägas ha etablerat sig likaväl som "kinamat", indisk mat och pizza gjort i Sverige. Sushi är väldigt populärt i Japan och USA.[källa behövs]

## Historia i Kina och Japan
De två kanjitecknen 鮨 och 鮓 syftade i Kina för runt tvåtusen år sedan på fisksås respektive fisk som lagts in med ris och salt, men med tiden kom distinktionen att försvinna och tecknen användes båda två för att beteckna fisk som lagts in med ris och salt i konserverande syfte. Riset petades sedan bort innan man åt fisken. En lättare saltning och kortare inläggningstid gjorde senare att även riset kunde ätas men inlagd fisk kom i stort sett att försvinna från det kinesiska köket under Mingdynastin.
Den ursprungliga formen av sushi kom till Japan från Sydostasien för cirka 2 000 år sedan. Maträtten som vi idag kallar för sushi växte fram under 700-talet och Nigirizushin blev mer spridd i Japan under slutet av Edoperioden (1800-talet) men sushi med inlagt eller tillagat pålägg var fortfarande vanligare än idag. Under Edoperioden åt man främst oshizushi.[källa behövs]